# The Interceptor
The Interceptor ist eine achtteilige britische Fernsehserie.

## Inhalt
Die Serie handelt vom für das HM Revenue and Customs zuständigen Specialagenten Marcus „Ash“ Ashton, der einen Drogenschmugglerring aushebt.

## Besetzung und Synchronisation
Die Deutschsprachige Synchronisation wurde von der TaunusFilm Synchron GmbH, Berlin unter Dialogbuch und Dialogregie von Horst Geisler erstellt.
- O. T. Fagbenle als Special Agent Marcus „Ash“ Ashton
- Jo Joyner als Lorna Ashton
- Robert Lonsdale als Tommy
- Ewan Stewart als Jack Cartwright
- Lorraine Ashbourne als Valerie
- Anna Skellern als Kim
- Charlie De Melo als Martin
- Valeria Vereau als Sonia
- Jeany Spark als Detective Inspector Gemmill
- Trevor Eve als Roach
- Gary Beadle als Docker
- Lee Boardman als Michael „Xavier“ Duffy
- Neal Barry als „Smoke“
- Paul Kaye als James Gordon „Jago“ Dalkin
- Michael Lindall als Wark
- Simon Armstrong als Chief Inspector Stannard
- Dexter Fletcher als „Scooter“
- Ralph Ineson als „Yorkie“
- Ralf Little als Alex
- Jack Roth als Casby

## Veröffentlichung auf DVD
Die erste Staffel der Serie erschien im deutschsprachigen Raum bei Polyband Medien am 29. April 2016.